# Coque (structure)
Pour les articles homonymes, voir Coque.

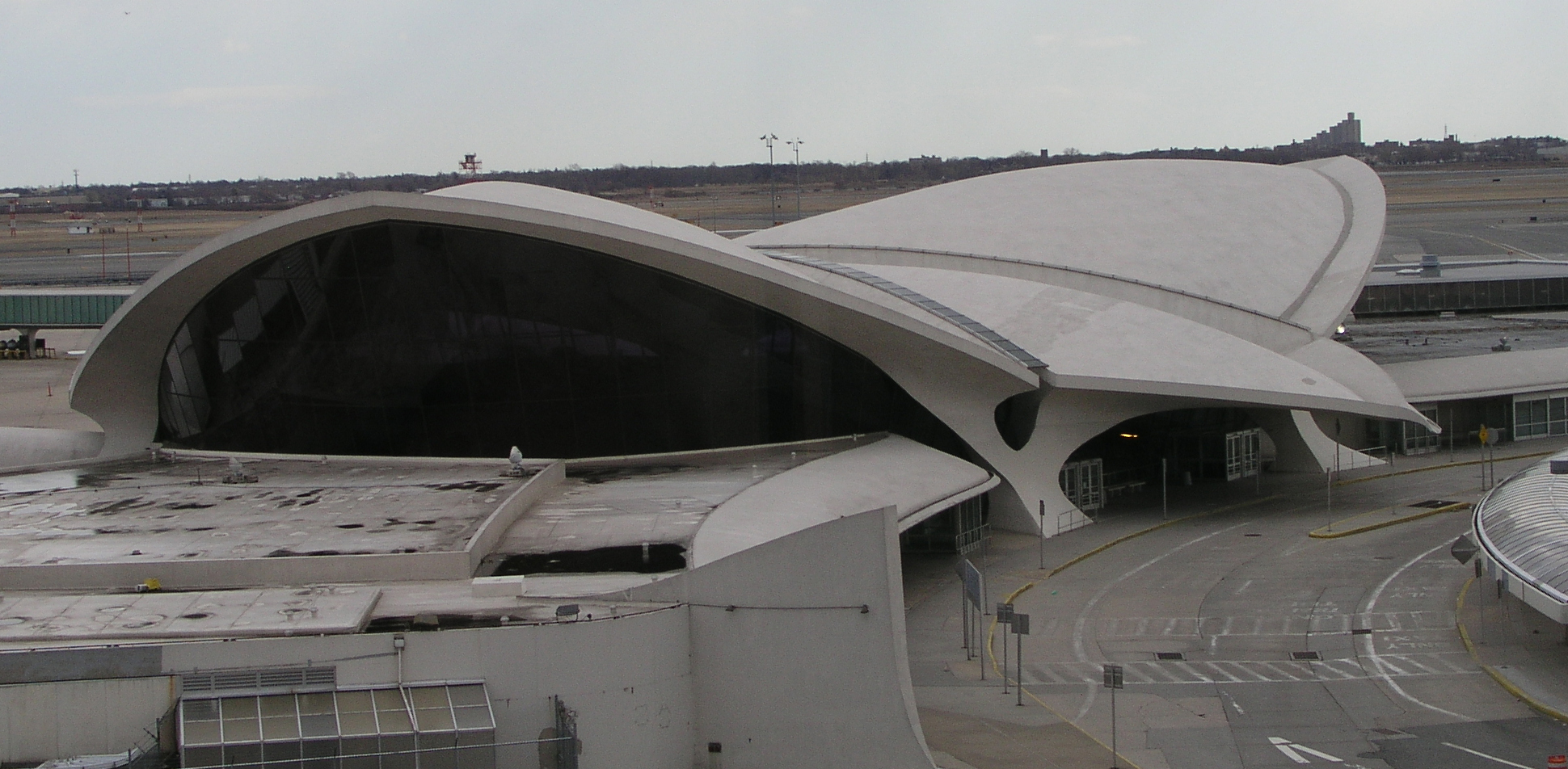
Structure en coque du bâtiment TWA Flight Center par Eero Saarinen, Aéroport international John F. Kennedy, New York

L', un amphithéâtre en plein air à Sopot, en Pologne, doté d'un toit à membrane.

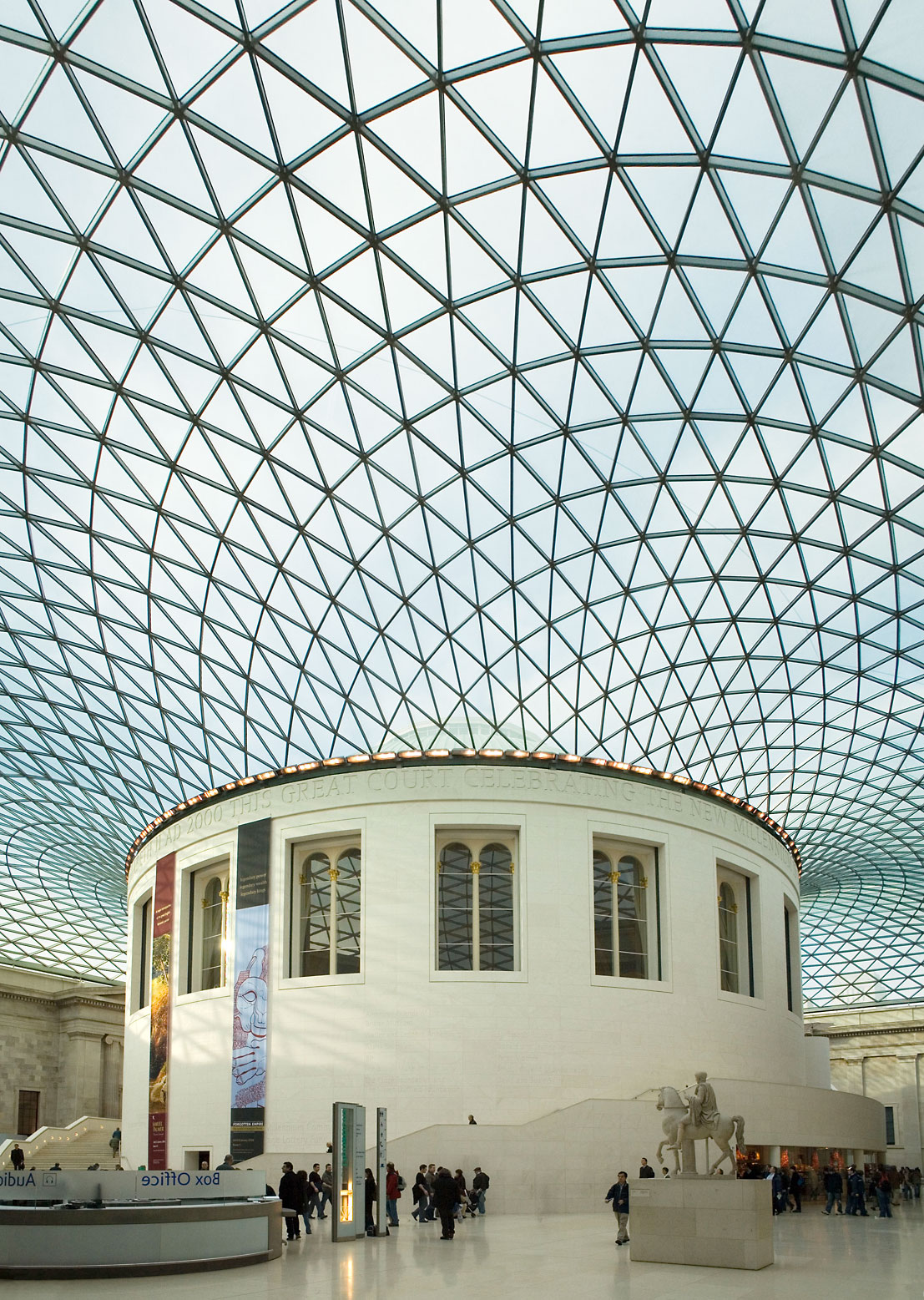
Great Court, avec un toit en treillis à coque mince par le Buro Happold avec Norman Foster, British Museum, Londres

Une coque est un élément structurel solide tridimensionnel dont l'épaisseur est très faible par rapport à ses autres dimensions. Il se caractérise en termes structurels par une contrainte dans le plan médian qui est à la fois coplanaire et normale à la surface. Une coque peut être dérivée d'une plaque en deux étapes : en formant dans un premier temps le feuillet moyen (middle surface; la surface médiane) comme une surface à simple ou double courbure, puis en appliquant des charges coplanaires au plan de la plaque générant ainsi des contraintes importantes. Les matériaux vont du béton (coque en béton ) au tissu (comme dans les structures en tissu (en)).
Les structures minces de type coque (en anglais Thin-shell structures, Plate and shell structures) sont des constructions légères utilisant des éléments de coque. Ces éléments, typiquement courbés, sont assemblés pour réaliser de grandes structures. Les applications typiques incluent les fuselages d'avions, les coques de bateaux et les toits de grands bâtiments.

## Définition
Une coque mince est définie comme une coque d'épaisseur faible par rapport à ses autres dimensions et dans laquelle les déformations sont peu importantes par rapport à l'épaisseur. Une différence principale entre une structure en coque et une structure en plaques réside dans le fait que, à l'état non contraint, la structure en coque présente une courbure, par opposition à la structure en plaques qui est plate. L'action de la membrane (en)  dans une coque est principalement causée par des forces dans le plan (contrainte plane (en)), mais il peut y avoir des forces secondaires résultant de déformations en flexion. Là où une plaque plate agit comme une poutre avec des contraintes de flexion et de cisaillement, les coques sont analogues à un câble qui résiste aux charges par des contraintes de traction. La coque mince idéale doit être capable de développer à la fois une tension et une compression.

## Types
Les types de structures à coque mince les plus populaires sont :
- Structures à coque en béton, souvent coulées sous forme de dôme monolithique (en) , de pont caténaire ou de coque paraboloïde hyperbolique (de)
- Structures en coque en treillis,  structure réticulée courbe (gridshell); souvent sous la forme d'un dôme géodésique ou d'une structure hyperboloïde
- Structure à membrane (en), qui comprennent des structures en tissu (en) et autres structures tendues (en) , des dômes de câbles et des structures pneumatiques (en)  .